# Фирингтон Вилиџ (Северна Каролина)
Фирингтон Вилиџ (енгл. Fearrington Village) насељено је место без административног статуса у америчкој савезној држави Северна Каролина.

## Демографија
По попису из 2010. године број становника је 2.339.
| Група             | 2000.    | 2010.         |
| Белци             | 0 (0,0%) | 2.268 (97,0%) |
| Афроамериканци    | 0 (0,0%) | 20 (0,9%)     |
| Азијати           | 0 (0,0%) | 14 (0,6%)     |
| Хиспаноамериканци | 0 (0,0%) | 25 (1,1%)     |
| Укупно            | 0        | 2.339         |